# Вторые Тюрары
Вторы́е Тюра́ры (чув. Тӗрер Именкасси) — деревня в Цивильском районе Чувашской Республики. Входит в состав Медикасинского сельского поселения.

## География
Находится в северной части Чувашии на расстоянии приблизительно 16 км на юг-юго-запад по прямой от районного центра города Цивильск.

## История
Известна с середины XIX века как две раздельные деревни Первые Тюрары (околоток села Именево) и Вторые Тюрары (околоток деревни Именево, что ныне не существует). В 1866 году здесь было учтено 9 дворов и 54 жителя (Первые Тюрары) и 23 двора и 136 жителей (Вторые Тюрары), в 1906 году 18 дворов и 59 жителей, 65 дворов и 309 жителей соответственно. В 1926 году в объединенной деревне был отмечен 71 двор, 305 жителей, в 1939 256 жителей, в 1979 149. В 2002 году было 29 дворов, в 2010 — 23 домохозяйства. В период коллективизации образован колхоз им. Спасова, в 2010 году действовало ООО «ВДС».

## Население
Постоянное население составляло 63 человека (чуваши 95 %) в 2002 году, 48 в 2010.